# 臨時利得税
臨時利得税（りんじりとくぜい）は、臨時の超過とされる利得に課せられた税である。

## 概要
1935年（昭和10年）、臨時利得税法（昭和10年3月30日法律第20号）により創設された。当時、日本経済は不況であったが、輸出産業や軍需産業など一部の産業は、為替の下落や満州事変の影響などで、大きな利益をあげていた。しかし国の財政は赤字であったので、増収を図って臨時利得税が創設された。
はじめは1935年から1937年（昭和12年）までの3箇年で終わる予定であったが、その後も経費は減縮しないので、1937年、臨時租税増徴法（昭和12年3月30日法律第3号）31条によって、さらに1箇年延長実施された。
臨時利得税法が廃止されたのは、1946年（昭和21年）8月30日法律第14号によってであった。

## 課税内容
この税は、法人の普通所得および個人の営業収益で1931年（昭和6年）以前3箇年の平均利益を超過する場合の超過部分にたいし法人 10/100 、個人 8/100 の割合で課せられた（14条）。
ただし、従前の平均利益の少なかった場合はこの税は大きな負担となるおそれがあるとして、既往3年間の平均利益が資本金の 7/100 未満である法人はこの平均利益を 7/100 とし、個人の平均利益が3000円未満であるときは3000円を平均利益とした（4、9条）。
低所得者を免税する意味で個人の営業収益が6000円未満であるときはこの税を課さず、利益が10000円未満であるときは超過額から2000円を控除したものを利得金額とし、利益10000円以上の者の利得金額が1000円未満であるときもこの税は課されなかった（9条）。
法人の場合にも超過利得が1000円未満であるときは免税とされた（4条）。
上記の税率は、1937年、臨時租税増徴法第19条によって当分、法人は 15/100 、個人は 10/100 と増率され、さらに北支事件特別税法によってこの税は1箇年 15% 増徴された。